# 曉珀

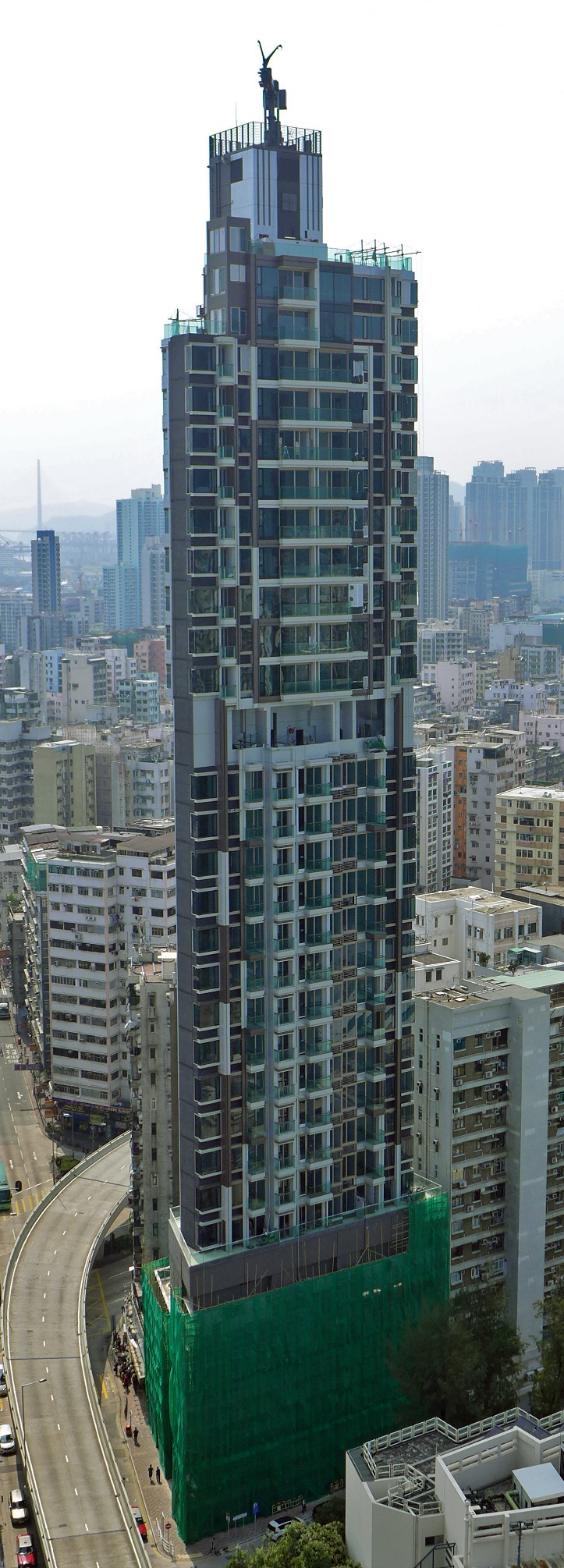
曉珀

曉珀（英語：High Park）位於香港九龍深水埗區界限街51號（近警察體育遊樂會，太子與九龍仔之間主教山下背面），是恒基地產發展的單幢式住宅大樓。建築師為李景勳．雷煥庭建築師有限公司，外牆設計師為The Oval Partnership Ltd.，室內設計師為CL3 Architects Ltd.。物業樓高24層，提供59個實用面積由437呎至1,294呎的單位。
曉珀前身是強富大廈（九龍深水埗界限街45-49號），田生地產於2010年完成併購。
2013年10月開售至2017年4月售罄，並沒有撻訂個案，於2015年上半年入伙。第一宗二手成交個案在2017年10月，截至2019年5月，有七宗二手成交，並沒有蝕讓個案。

## 建築相片

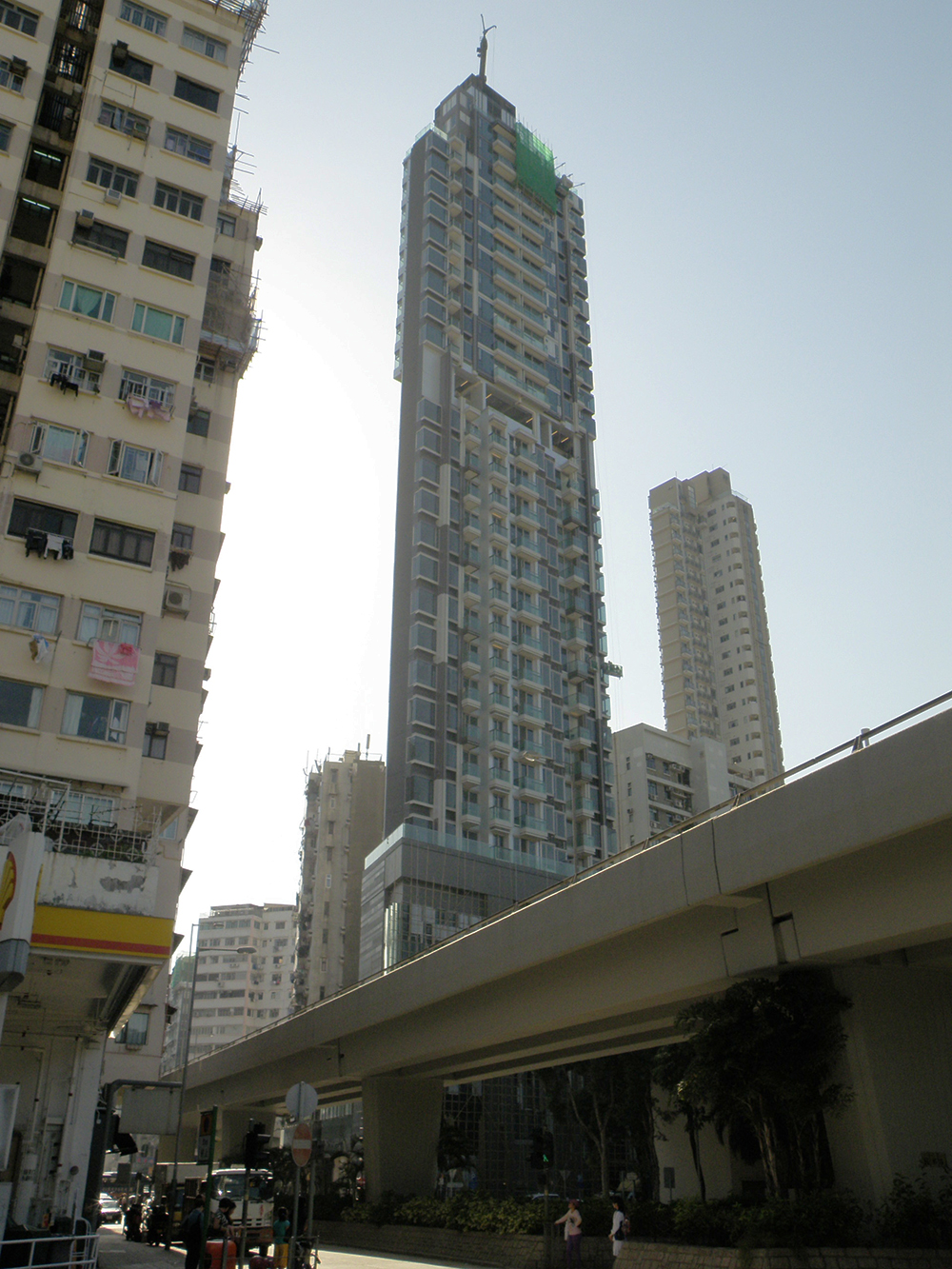
正面，2015年4月
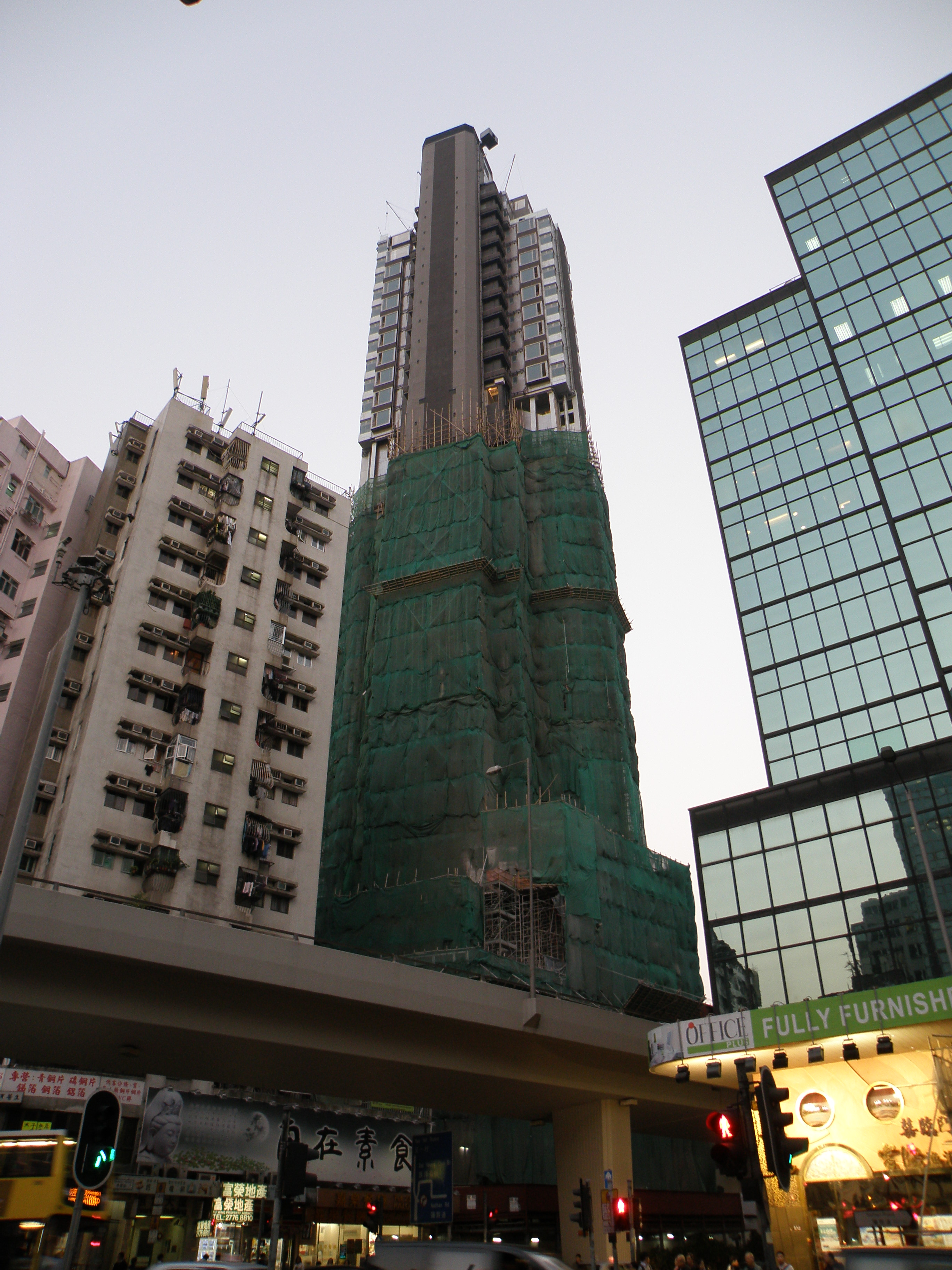
背面，2014年12月
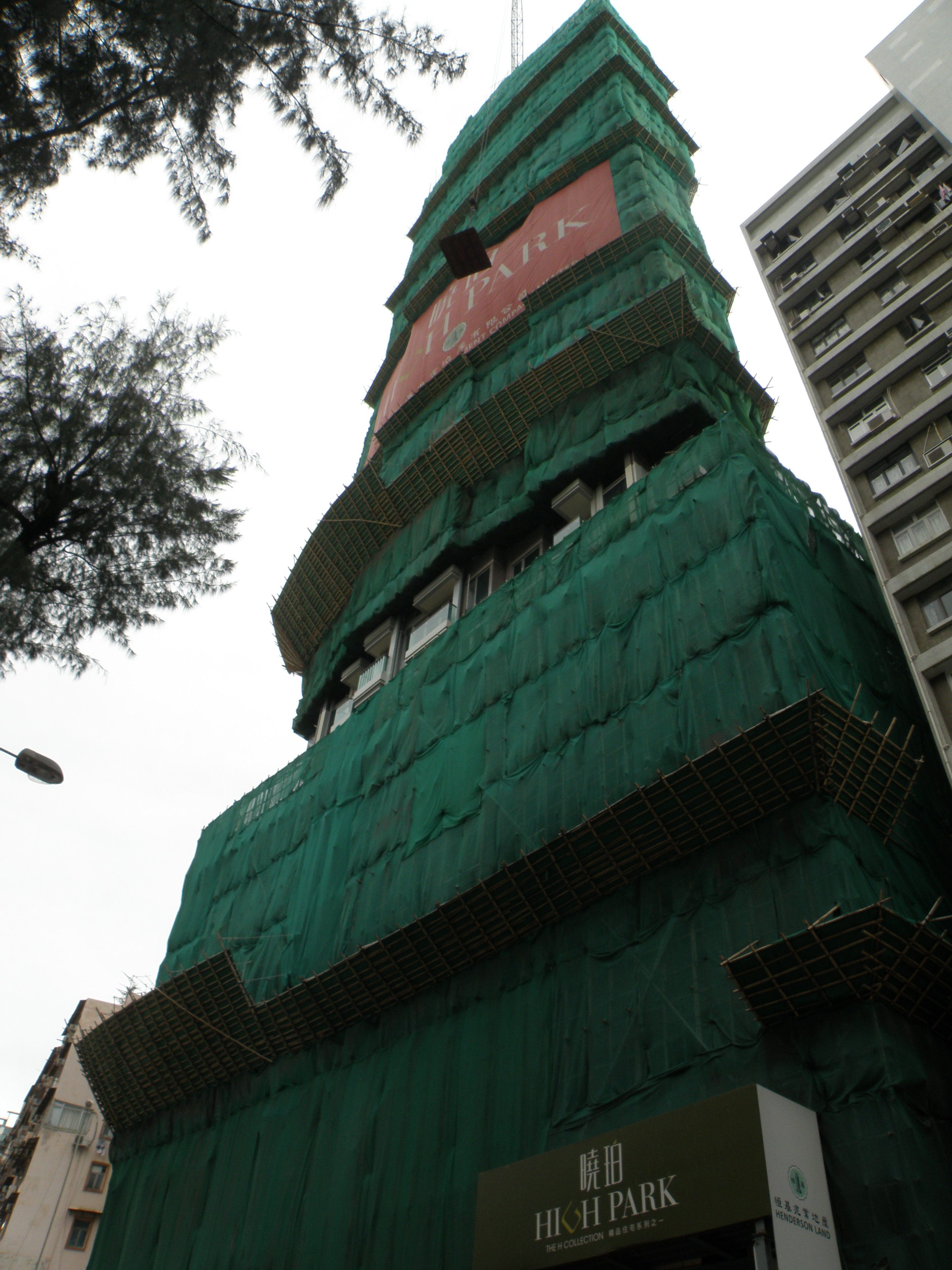
正面，2014年8月

## 毗鄰
- 協成行旺角廣場
- 大埔道
- 警察會球場